# Xenofrea puma
Xenofrea puma là một loài bọ cánh cứng trong họ Cerambycidae.